# MaK G 764 C
A MaK G 764 C dízel-hidraulikus tolatómozdony-sorozat, amelyet a Maschinenbau Kiel (MaK) gyártott 1982-ben, összesen 6 példányban a Consorzio Autonomo del Porto di Genova számára. A G 764 C a MaK 1977-től kínált harmadik generációs típusprogramjának tagja. Az ebben a programban fejlesztett mozdonyokba nem a korábbi típusokra jellemző, a hajóépítésben használt lassú járású MaK-motorokat, hanem más gyártók nagysebességű motorjait szerelték be. A G 764 C nagyvonalakban megegyezik a G 763 C típussal, azonban azokba 70 kilowattal (95 metrikus lóerővel) gyengébb, az Isotto Fraschine által gyártott 490 kW (666 PS) névleges teljesítményű motort építették be. Emellett biztonsági okokból a vezetőfülkékhez már nem lehet közvetlenül a földről hozzáférni, hanem csak a járdán keresztül. A MaK G 764 C három tengelye a vázban ül, amelyeket kardántengelyek hajtanak. Maximális megengedett sebessége 32 vagy 40 km/h (20 vagy 25 mph). Üzemi tömege 60 tonna. Tüzelőanyag-tartálya 1500 l (330 imp gal; 400 US gal) kapacitású.

## Üzemeltetők
1982-ben 6 G 764 C típusú mozdonyt építettek a Consorzio Autonomo del Porto di Genova számára. 1996-ban mind a hat mozdony a Servizi Ferroviari S.r.l. tulajdonába került, ami kettő példányt eladott, a többit bérmozdonyként üzemelteti.
| MaK G 764 C-mozdonyok listája |             |                                        |                                                            | |
| Gyártási szám                 | Gyártás éve | Első üzemeltető                        | Legutóbbi üzemeltető                                       | Megjegyzés |
| 700063                        | 1982        | Consorzio Autonomo del Porto di Genova | Servizi Ferroviari S.r.l. „K 157“                          | Korábban Servizi Ferroviari S.r.l. „3703-1058“ |
| 700064                        | 1982        | Consorzio Autonomo del Porto di Genova | Mercitalia Shunting & Terminal S.r.l. „K 1158“             | Korábban Servizi Ferroviari S.r.l. „3703-1059“, Servizi Ferroviari S.r.l. „K 158“, FuoriMuro Servizi Portuali e Ferroviari S.r.l. UIC-pályaszáma: 98 83 2764 001-3 I-MIST |
| 700065                        | 1982        | Consorzio Autonomo del Porto di Genova | Mercitalia Shunting & Terminal S.r.l. „K 1159“             | Korábban Servizi Ferroviari S.r.l. „3703-1060“, Servizi Ferroviari S.r.l. „K 159“                                                                                         |
| 700066                        | 1982        | Consorzio Autonomo del Porto di Genova | FuoriMuro Servizi Portuali e Ferroviari S.r.l. „3703-1061“ | Korábban Servizi Ferroviari S.r.l. „3703-1061“, Servizi Ferroviari S.r.l. „K 160“. A Servizi Ferroviari tulajdonában áll                                                  |
| 700067                        | 1982        | Consorzio Autonomo del Porto di Genova | FuoriMuro Servizi Portuali e Ferroviari S.r.l.             | Korábban Servizi Ferroviari S.r.l. „3703-1062“, Servizi Ferroviari S.r.l. „K 161“. A Servizi Ferroviari tulajdonában áll                                                  |
| 700068                        | 1982        | Consorzio Autonomo del Porto di Genova | Servizi Ferroviari S.r.l. „K 162“                          | Korábban Servizi Ferroviari S.r.l. „3703-1063“ |